# Mandamento di Raffadali
Il mandamento di Raffadali era un mandamento italiano del circondario di Girgenti, comprendente tre comuni attuali della provincia di Girgenti. 

## Geografia
Nel mandamento, suddivisione amministrativa italiana, a livello sovracomunale, intermedia tra il circondario e il comune che svolgeva funzioni amministrative e giudiziarie, rientravano i comuni di Raffadali (il capoluogo), Joppolo Giancaxio, allora frazione di Raffadali, e Sant'Angelo Muxaro.

## Storia
Il mandamento fu istituito nel 1861, nell’ambito del riassetto amministrativo dei territori appartenuti al Regno delle Due Sicilie, in seguito all’annessione al Regno d'Italia, insieme alla provincia di Girgenti di cui era parte. Faceva parte del circondario di Girgenti.
Fu soppresso nel 1890 e reistituito nel 1909 .
Come tutti i mandamenti, fu soppresso nel 1923.